# James Darren
James William Ercolani (Filadélfia, 8 de junho de 1936 – Los Angeles, 2 de setembro de 2024), mais conhecido como James Darren, foi um ator, diretor de televisão e cantor estadunidense.

## Carreira

### Ator
Iniciou a carreira no filme "Rumble on the Docks" (1956) e trabalhou simultaneamente no cinema e em séries de televisão, como: "Operation Mad Ball" (1957), "Gunman's Walk" (1957), O Túnel do Tempo, Viagem ao Fundo do Mar, S.W.A.T., "Os Canhões de Navarone" (1961), As Panteras, Havaí 5.0, A Ilha da Fantasia, "Paroxismus" (1969), Carro Comando , Jornada nas Estrelas: Deep Space Nine, "Random Acts" (2001), entre outras produções.

### Diretor
A partir de 1986, passou a atuar, também, como diretor em alguns episódios de séries de televisão, iniciando em "T. J. Hooker". As séries "Werewolf" e Tiro Certo, foram as que mais episódios dirigiu, com 8 e 7 episódios respectivamente.

### Cantor
No final da década de 1950, começou a gravar alguns singles para a "Colpix Records" (empresa do grupo Columbia Pictures–Screen Gems) e em 1960 lançou o primeiro LP (James Darren No. 1). Um dos seus sucessos é a música tema do filme "Gidget" (1959), em que também atuou como protagonista. Com a música "Goodbye Cruel World", Darren chegou a 3° posição da Billboard Hot 100 em 1961.

## Morte
Em 2 de setembro de 2024, Darren morreu enquanto dormia no Cedars-Sinai Medical Center, em Los Angeles, aos 88 anos. Antes de morrer, estava com problemas em sua válvula aórtica e não pôde passar por uma cirurgia para corrigi-la.